# NGC 655
NGC 655 ist eine linsenförmige Galaxie vom Hubble-Typ S0 im Sternbild Walfisch südlich der Ekliptik. Sie ist schätzungsweise 390 Millionen Lichtjahre von der Milchstraße entfernt und hat einen Durchmesser von etwa 160.000 Lj.
Die Typ-Ia-Supernova SN 2010ec wurde hier beobachtet.
Das Objekt wurde am 12. Dezember 1885 von dem US-amerikanischen Astronomen Ormond Stone entdeckt.